# Anne-Gine Goemans
Anne-Gine Goemans (30 januari 1971) is een Nederlandse journalist en schrijfster. 
Met haar debuutroman Ziekzoekers (mei 2007) won zij de Anton Wachterprijs 2008. Voor haar tweede roman Glijvlucht kreeg ze de Dioraphte Jongeren Literatuurprijs 2012. In 2015 verscheen haar derde roman, Honolulu King. In 2019 verscheen vervolgens Holy Trientje, waarbij Goemans werd geïnspireerd door een Amerikaanse vredesactiviste die eerder een kernwapendepot wist binnen te dringen. 

## Bestseller 60
| Boeken met noteringen in de Nederlandse Bestseller 60 | Jaar van verschijnen | Datum van binnenkomst | Hoogste positie | Aantal weken | Opmerkingen |
| ----------------------------------------------------- | -------------------- | --------------------- | --------------- | ------------ | ----------- |
| Honolulu King                                         | 2015                 | 04-11-2015            | 4               | 10           |             |
| Wondermond                                            | 2024                 | 18-09-2024            | 29              | 2            |             |
| Dhr. weigert zorg                                     | 2025                 | 22-01-2025            | 45              | 1            |             |